# دیوید برایت (بازیکن فوتبال)
دیوید برایت (انگلیسی: David Bright؛ زادهٔ ۵ سپتامبر ۱۹۷۲) بازیکن فوتبال اهل بریتانیا است.
از باشگاه‌هایی که در آن بازی کرده‌است می‌توان به باشگاه فوتبال استوک سیتی و باشگاه فوتبال نیوکاسل تاون اشاره کرد.